# 那劳河
那劳河，位于中国云南省东南部和广西壮族自治区西部，是驮娘江右岸支流，发源于云南省文山壮族苗族自治州广南县莲城镇歪那，北流进入广西壮族自治区百色市西林县境，在西平乡并龙转东北流，在者车村下游2千米处左纳者怀河后称西平河，至那奴右纳那娥河后称克林河，至足别瑶族苗族乡那叔屯右纳板桥河后始称“那劳河”，东北流至那劳乡汇入驮娘江。干流长97千米，流域面积916平方千米。